# Congresul evreilor din Republica Moldova
Congresul evreilor din Republica Moldova este o organizație fondată în 2003 de un grup de întreprinzători evrei. Congresul și-a anunțat ca sarcini primordiale: dezvoltarea comunității evreiești locale, prezentarea intereselor ei politice, culturale, sociale, și altor interese, sprijinirea proiectelor culturale și de binefacere, precum și a tradițiilor evreiești în Republica Moldova.

## Legături externe
- Ambasada RM în Israel | Comunitatea evreiască modernă în Moldova Arhivat în 24 mai 2015, la Wayback Machine.